# Puiseaux
Puiseaux ist eine französische Gemeinde mit 3336 Einwohnern (Stand 1. Januar 2022) im Arrondissement Pithiviers, im Département Loiret und in der Region Centre-Val de Loire. Der Fluss Essonne bildet die nordwestliche Grenze der Gemeinde, im Osten grenzt Puiseaux an das Département Seine-et-Marne.

## Geschichte
Der Name Puiseaux bedeutet kleiner Brunnen (vom lateinisch puteolis, Brünnlein). Funde belegen, dass die ersten Einwohner sich hier vor dem 3. Jahrhundert niederließen. In der Geschichte erscheint Puiseaux erst im 10. Jahrhundert. Es war zu dieser Zeit eine kleine Ortschaft mit ungefähr 500 Einwohnern, die sich um die beiden Kirchen Saint-Sulpice und Saint-Pierre angesiedelt hatten.
Im Jahre 1112 gründete König Ludwig VI. in Puiseaux das Stiftsherren-Kloster Saint-Augustin, das im Jahr darauf in eine Priorei umgewandelt und dem Pariser Saint-Victor-Kloster angegliedert wurde. Ludwig VI. schenkte der Stiftung Ländereien und verlieh Puiseaux die Marktrechte. Er ordnete auch den Bau einer neuen Kirche (Notre Dame) an, die Maria, der Mutter Jesu, gewidmet wurde und ließ rund um die Stadt einen Wall errichten.
Stetige Unruhen infolge der feudalistischen Kriege und des Hundertjährigen Krieges Anfang 1346 zwangen die Mönche, Schutz innerhalb einer Festung zu suchen, die die Kirche, die Priorei und eine Reihe von Häusern zwischen der heutigen rue de l’Eglise und der rue du Fort einschloss. Es entstand die erste Stadtmauer.

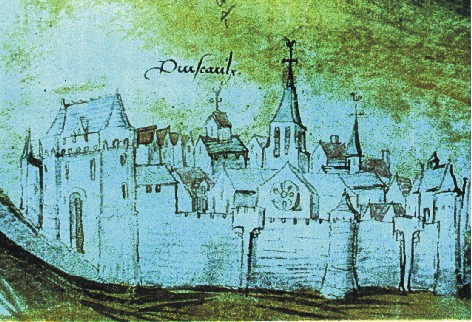
Alte Ansicht von Puiseaux 1497

Ein Stadtplan aus dem Jahr 1497 zeigt Puiseaux von seiner südlichen Seite. Aus der Festung ragt der quadratische Kirchturm mit seinem pyramidenförmigen Dach hervor, es fehlt aber noch das südliche Seitenschiff.
Dank seiner Stadtmauern überstand Puiseaux den Hundertjährigen Krieg ohne Schaden.
Nach dem Krieg förderte König Ludwig XI. die Rückkehr zum Wohlstand, indem er den Handelsmarkt und die Jahrmärkte aufrechterhielt.
Zu Wohlstand gekommen dehnte sich die Stadt über die Stadtmauern aus. Eine zweite, größere Stadtmauer wurde errichten, wozu man die Steine der alten Stadtmauer verwendete, bis diese vollständig verschwand. Das Areal südlich der Kirche wurde verfügbar und man nutzte es, um ein Seitenschiff anzubauen und eine neue Priorei zu errichten.
Obwohl Puiseaux nie von Soldaten eingenommen wurde, war man gegen Naturgewalten nicht gefeit. Puiseaux wurde mindestens sechsmal überschwemmt. 1891 zerstörte ein Hochwasser sämtliche Häuser.
Erst der Erste Weltkrieg mit seinen schweren Gefechten brachte der Stadt erneut Zerstörungen. Ein Lazarett wurde in dem Gemeindesaal der Kirche eingerichtet (heute Taverne von Rély). Während des Zweiten Weltkrieges wurde Puiseaux zwar besetzt, es gab aber weder Kämpfe noch Bombardierungen.

## Bevölkerungsentwicklung
| Jahr                       | 1962 | 1968 | 1975 | 1982 | 1990 | 1999 | 2007 | 2018 |
| Einwohner                  | 2014 | 2097 | 2357 | 2607 | 2915 | 3045 | 3272 | 3417 |
| Quellen: Cassini und INSEE |      |      |      |      |      |      |      |      |

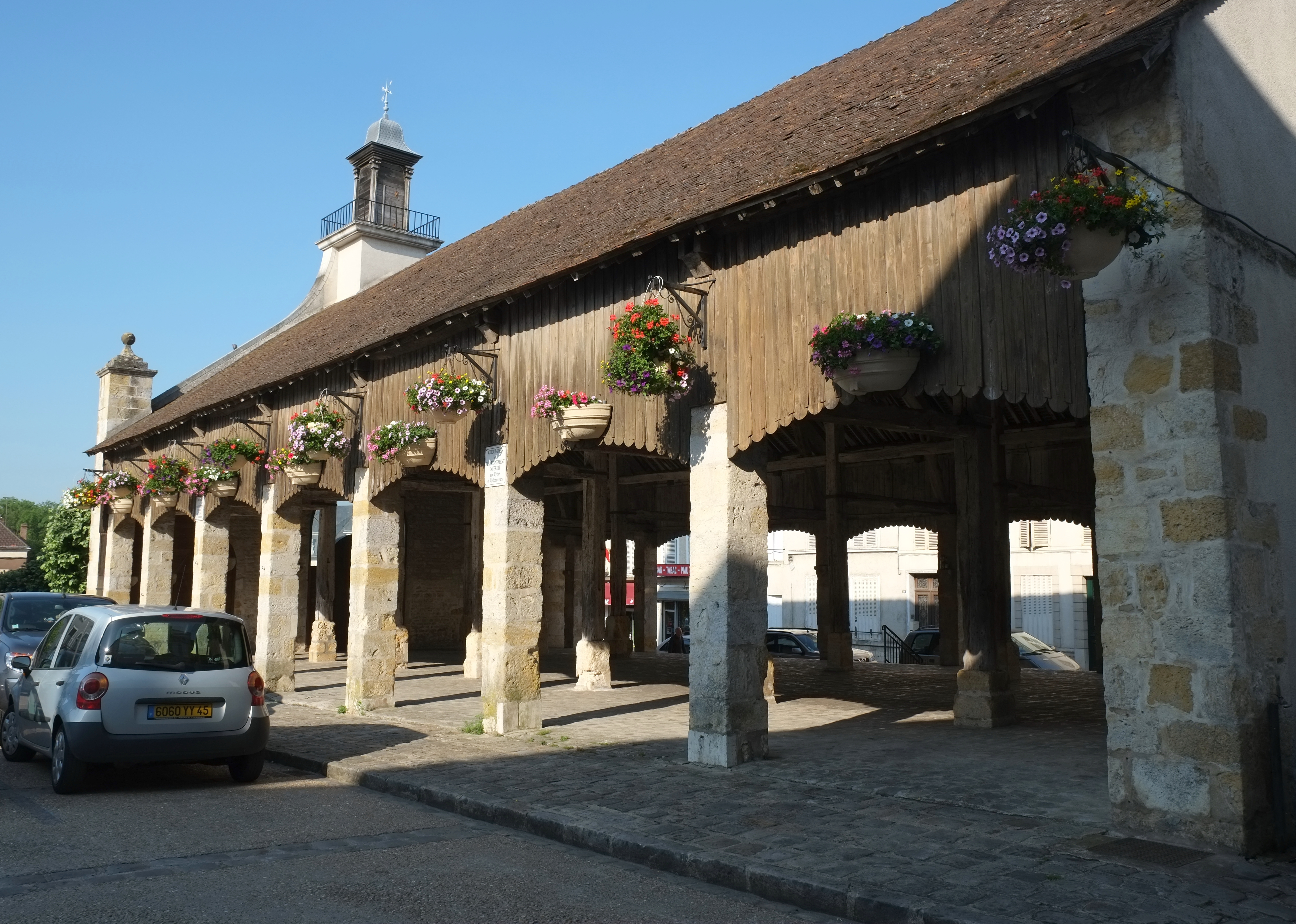
Alte Markthalle
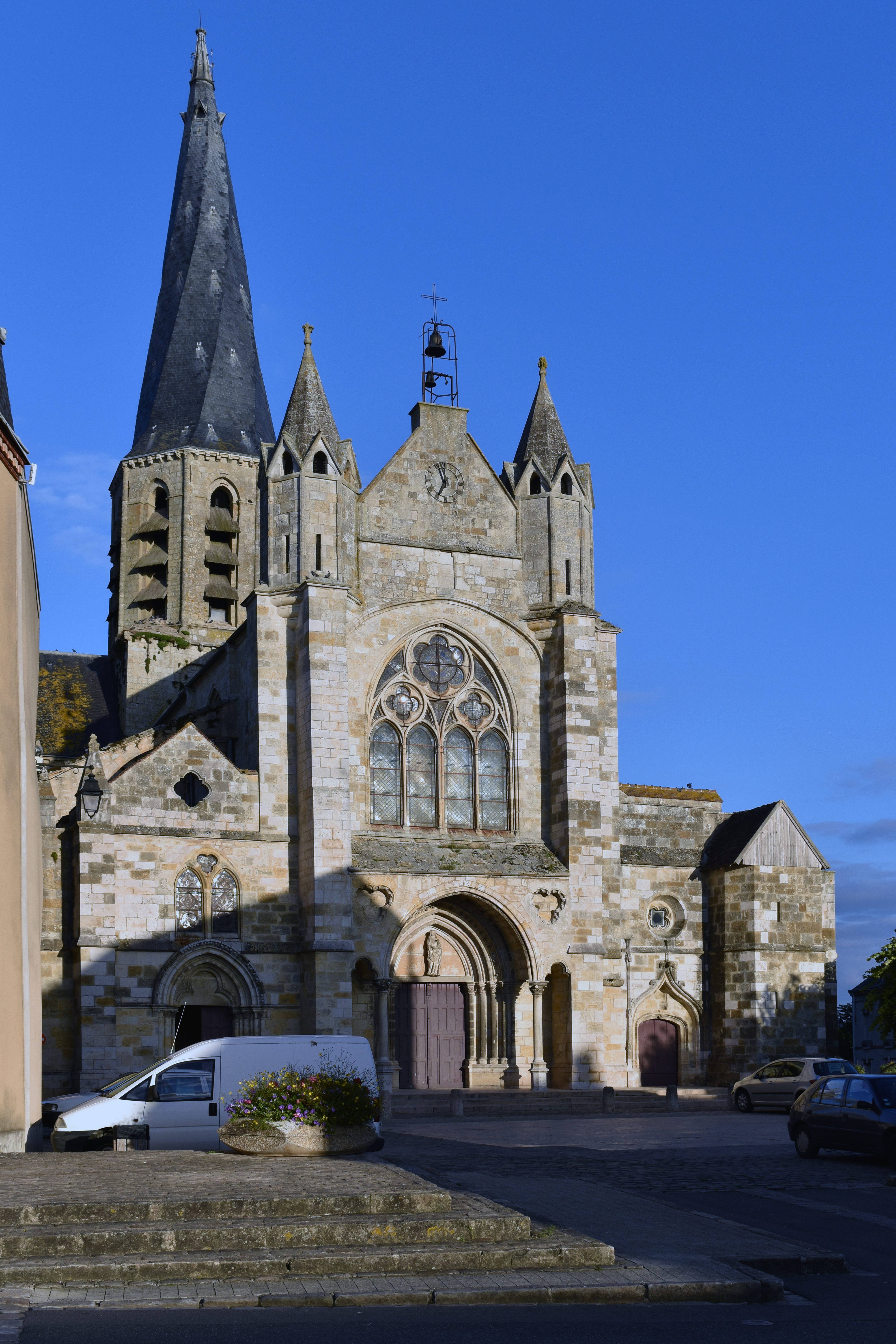
Kirche Notre-Dame

## Persönlichkeiten
- Jacques Paul Migne (* 1800; † 1875) war ein französischer Theologe, der preiswerte und weit verbreitete Ausgaben von theologischen Werken, Enzyklopädien und Texten der Kirchenväter veröffentlichte. Er betreute von 1826 bis 1833 die Pfarre Puiseaux in der Diözese Orléans.

- Jules Blanchard (* 1832; † 1916), in Puiseaux geborener Bildhauer, schuf unter anderem die Bronzestatue „Die Wissenschaft“, die vor dem Pariser Rathaus steht. Jules Blanchard hielt sich oft in seiner Geburtsstadt auf, wo er stets im Haus seiner Großmutter wohnte. Dieses Haus steht immer noch in der heutigen rue Blanchard.

## Wirtschaft und Verkehr
Die meisten Einwohner arbeiten am Ort, aber durch die nahe liegende Autobahn A6 in Ury pendeln einige bis in die Umgebung von Paris.
Der Ackerbau ist auch heute noch ein Wirtschaftsfaktor. Die Produktionsvielfalt besteht aus Korn, Gerste, Zuckerrüben und in geringen Mengen auch Mais, Sonnenblumen und Raps.
Ein wöchentlicher Markt (montags vormittags) und zwei Jahrmärkte (am Osterwochenende und am zweiten Sonntag im September) beleben den Handel.

## Partnerschaft
Seit 1974 besteht die Gemeindepartnerschaft mit der damals selbständigen Gemeinde Nieder-Roden in Hessen, die 1977 im Zuge der hessischen Gebietsreform ein Teil der Stadt Rodgau wurde.